# جوشوا ألدر
جوشوا ألدر  (بالإنجليزية: Joshua Alder)‏ (7 نيسان / أبريل 1792 – 21 كانون الثاني / يناير 1867) هو عالم حيوان وعالم رخويات بريطاني، وهو متخصص في الغلاليات وبطنيات القدم.
كان عضواً في مجتمع متحف التاريخ الطبيعي في نورثمبرلاند دورهام وعضواً في المجتمع الأدبي والفلسفي في نيو كاسل، إلى جانب جوزيف سوان وروبرت ستيفنسون. وهو يتفق مع تشارلز داروين.
رسوماته في مجموعات متحف الشمال الكبير والمتحف البريطاني.

## وصلات خارجية
- أعمال أو نبذة عن جوشوا ألدر على أرشيف الإنترنت
- جوشوا ألدر في التاريخ الطبيعي في المجتمع من نورثمبريا
- (باليابانية) جوشوا ألدر (1792-1867) وألباني هانكوك (1806-1873)